# Cumella bruinensis
Cumella bruinensis is een zeekommasoort uit de familie van de Nannastacidae. De wetenschappelijke naam van de soort is voor het eerst geldig gepubliceerd in 2005 door Gerken.